# Saudi Binladin Group
Saudi Binladin Group (arab. ‏جمعة بن لادن السعودية‎) –  saudyjski konglomerat z dominującym segmentem budowlanym z siedzibą w Dżuddzie.

## Działalność
Grupa obejmuje około 537 przedsiębiorstw działających w różnych branżach, z przewagą jednak przedsiębiorstw należących do sektora budowlanego, który stanowił przedmiot pierwotnej działalności grupy od jej powstania 1931 roku.
Saudi Binladin Group prowadzi działalność przede wszystkim na obszarze Bliskiego Wschodu, posiadając przedstawicielstwa i biura w większości dużych miast regionu. Na rynku rodzimej Arabii Saudyjskiej przedsiębiorstwo posiada pozycję dominującą, przez wiele dekad mając monopol na realizację inwestycji publicznych. Od początku XXI wieku grupa rozwija działalność także na obszarze Afryki i Azji Południowej.

## Historia
Saudi Binladin Group została założona w Dżuddzie w 1931 roku przez jemeńskiego emigranta Muhammada ibn Ladina, który był blisko związany z założycielem państwa Saudyjskiego, królem Abd al-Aziz ibn Su’ud. Muhammad ibn Ladin rozpoczął działalność od małych projektów budowlanych, ale dzięki osobistej relacji z rodziną królewską, jego firma szybko zyskała na znaczeniu.
Lata 50. i 60. były okresem dynamicznego rozwoju firmy. Saudi Binladin Group zaczęła realizować coraz większe i bardziej prestiżowe projekty, w tym wiele ważnych inwestycji infrastrukturalnych na terenie Arabii Saudyjskiej. Przykładem może być odbudowa Wielkiego Meczetu w Mekce, która zapoczątkowała długotrwałe zaangażowanie firmy w prace związane z najważniejszymi miejscami islamskimi. W latach 60. firma podjęła się realizacji także pierwszej zagranicznej inwestycji w postaci renowacji meczetu Al-Aksa w Jerozolimie.
W 1967 roku w katastrofie lotniczej zginął założyciel grupy Muhammad ibn Ladin. Po jego śmierci kontrolę nad rodzinną firmą przejął najstarszy syn Salem ibn Ladin, który kontynuując strategię bliskich związków z saudyjskim dworem, jednocześnie znacząco zdywersyfikował jej działalność.
W kolejnych dekadach, SBG stała się kluczowym graczem na rynku budowlanym nie tylko w Arabii Saudyjskiej, ale także na arenie międzynarodowej. Firma rozszerzyła swoją działalność na inne sektory, w tym przemysł, nieruchomości i usługi. W tym czasie przedsiębiorstwo było odpowiedzialne za realizację wielu ikonicznych projektów i inwestycji związanych z rozwojem miast w regionie Zatoki Perskiej.
Początek XXI wieku przyniósł firmie nowe wyzwania. Największym ciosem były zamachy z 11 września 2001 roku, przeprowadzone przez terrorystów, wśród których znajdował się Usama ibn Ladin, jeden z synów założyciela firmy. Choć Usama ibn Ladin nie miał bezpośredniego związku z działalnością SBG, firma musiała zmierzyć się z negatywnymi konsekwencjami wizerunkowymi.
W 2015 roku, podczas prac budowlanych w Mekce, doszło do tragicznego wypadku, w którym zawalił się żuraw, zabijając 118 osób. Wypadek ten miał poważne konsekwencje dla firmy, w tym czasowe zawieszenie jej kontraktów przez rząd saudyjski.
W 2018 roku rząd Arabii Saudyjskiej przejął kontrolę nad częścią firmy, co było związane z szeroko zakrojoną kampanią antykorupcyjną prowadzoną przez księcia Muhammada ibn Salmana. Rodzina ibn Ladin została zmuszona do oddania części swojego majątku i wpływów.

## Wybrane inwestycje
Wybrane inwestycje budowlane, zrealizowane przez Saudi Binladin Group:
- Port lotniczy Dżudda
- Port lotniczy Dakar-Diass
- Port lotniczy Szardża
- Port lotniczy Kuala Lumpur
- kompleks Abradż al-Bajt
- wieżowiec Al Faisalyah Center
- wieżowiec Jeddah Tower